# Хью, граф Росс
Хью, 4-й граф Росс (англ. Hugh, Earl of Ross; ок. 1290 — 19 июля 1333) — шотландский дворянин, кельтский мормэр (граф) Росса в 1323—1333 годах.

## Биография
Представитель шотландского клана Росс. Старший сын Уильяма II, графа Росса (1274—1323), и Ефимии де Беркли. Около 1323 года после смерти своего отца Хью унаследовал титул графа (мормэра) провинции Росс.
Хью, граф Росс, был любимцем и соратником короля Шотландии Роберта I Брюса, который пожаловал ему многие поместья.
19 июля 1333 года граф Росс Хью вместе с другими шотландскими дворянами погиб в битве с англичанами при Халидон-Хилле. Ему наследовал его старший сын и наследник Уильям III.

## Браки и дети
Граф Росс был дважды женат. Его первой супругой была Матильда (Мод) Брюс (ум. 1323/1329), дочь Роберта Брюса, 6-го лорда Аннандейла (1243—1304), и Марджори, 3-й графини Каррик (1254—1292), сестра короля Шотландии Роберта Брюса. От первого брака у Хью было несколько детей:
- Матильда (Марджори) де Росс (ум. после 1350), муж — Малис V, 8-й граф Стратерн (ок. 1300—1344/1357)
- Уильям III де Росс (ум. 1372), 5-й граф Росс
- Джон де Росс (ум. 1364)

Вторым браком Хью женился на Маргарет де Грэм, дочери сэра Джона де Грэма из Аберкорна. Дети от второго брака:
- Ефимия де Росс (ум. 1386), 1-й муж — Джон Рэндольф, 3-й граф Морей (1306—1346), 2-й муж с 1355 года Роберт Стюарт (1319—1390), 7-й лорд-стюард Шотландии (1326—1371) и будущий король Шотландии (1371—1390).
- Хью де Росс, родоначальник линии Росс из Балнагоуна.